# 黄吉駅
黄吉駅 （ファンギルえき）は大韓民国全羅南道光陽市にある、韓国鉄道公社の駅である。

## 利用可能な路線
- 韓国鉄道公社
  - 光陽製鉄線（貨物線）
  - 光陽港線（貨物線）

## 歴史
- 1987年9月16日：信号場として開業[1]。
- 1998年12月30日：光陽港線が開業。

## 隣の駅
光陽製鉄線
草南駅 - 黄吉駅 - 太金駅
光陽港線
黄吉駅 - 光陽港駅